# Бетценштайн
Бетценштайн (нім. Betzenstein) — місто в Німеччині, розташоване в землі Баварія. Підпорядковується адміністративному округу Верхня Франконія. Входить до складу району Байройт. Центр об'єднання громад Бетценштайн.
Площа — 51,84 км2. Населення становить 2482 ос. (станом на 31 грудня 2020).

## Галерея

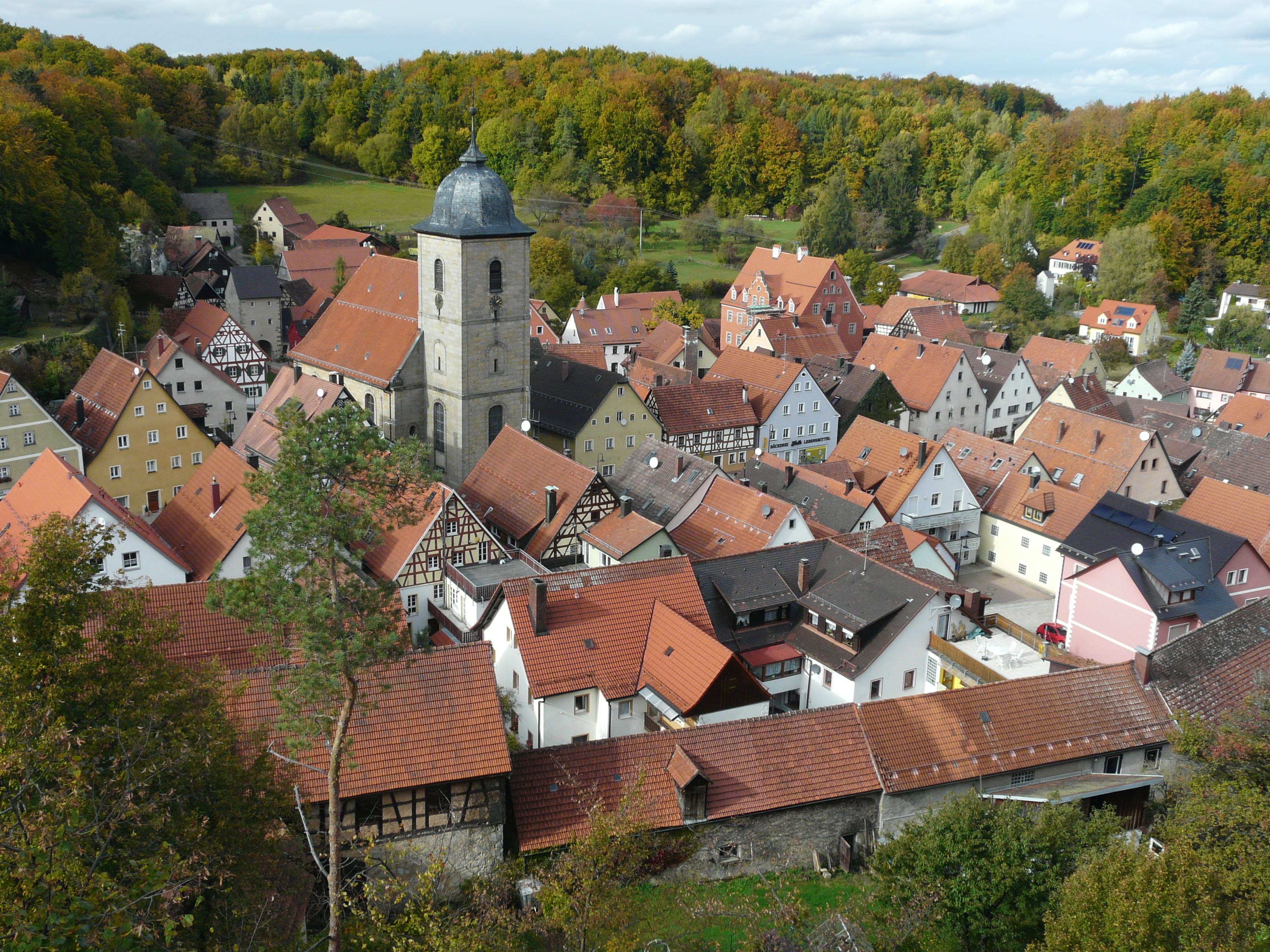
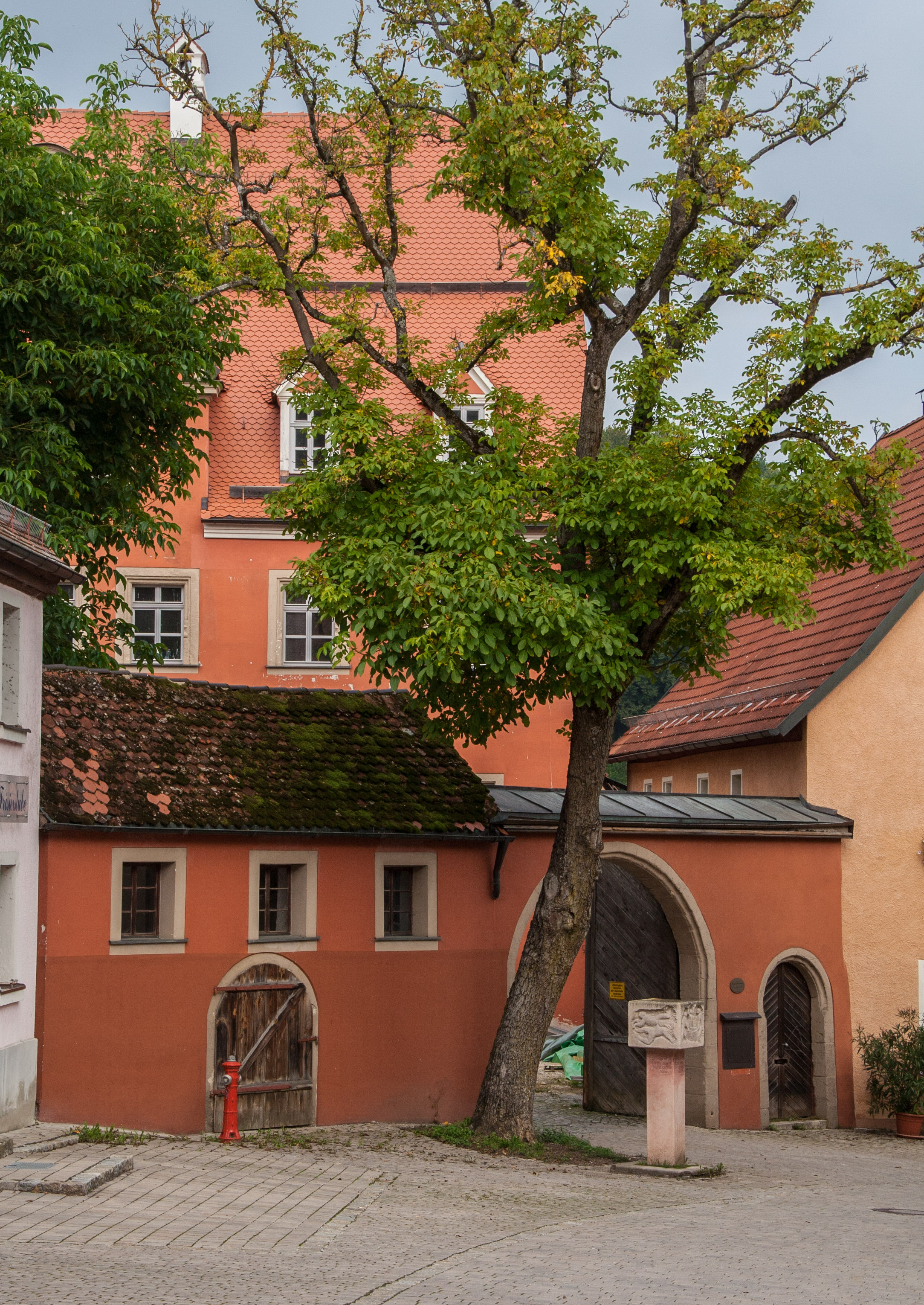
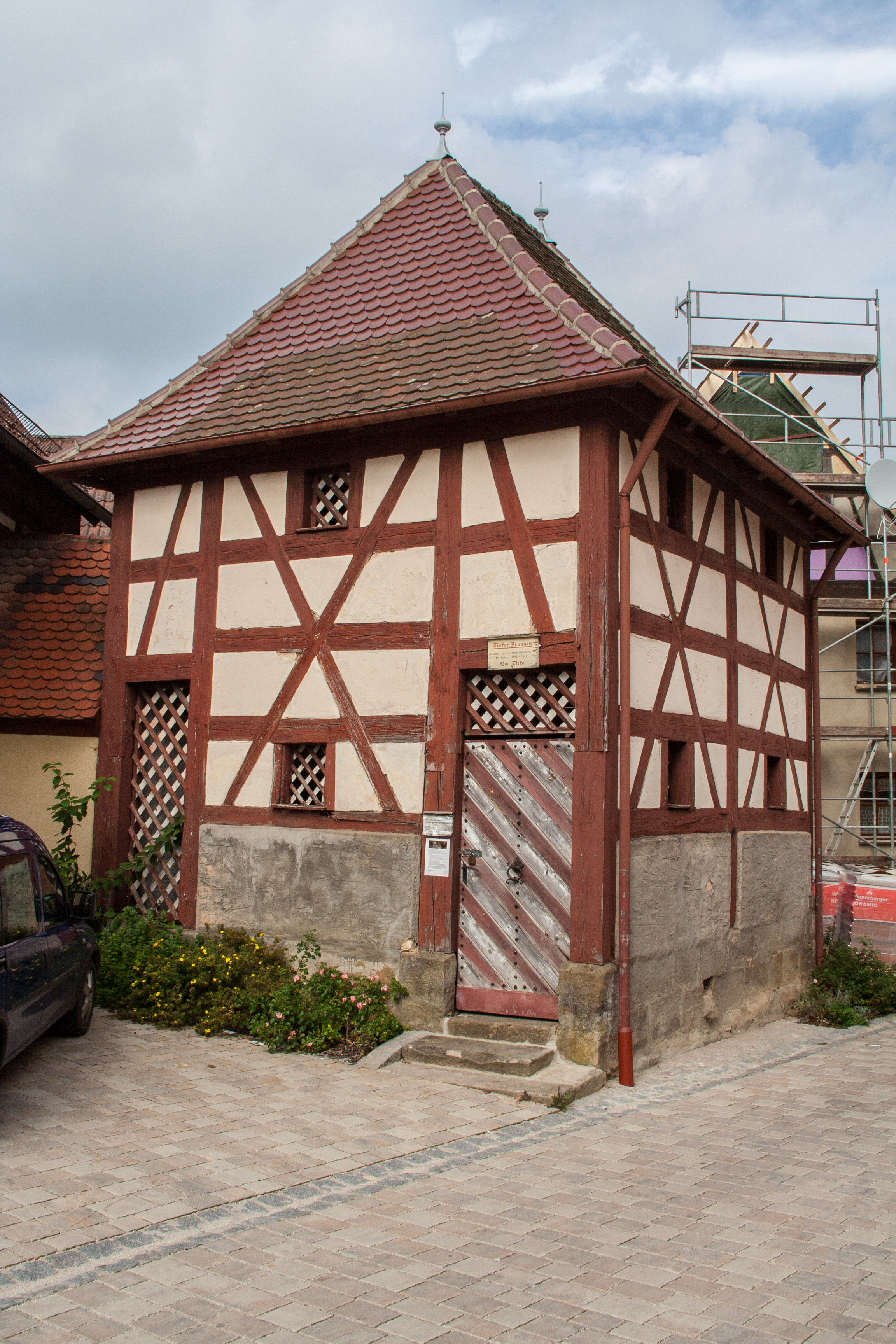
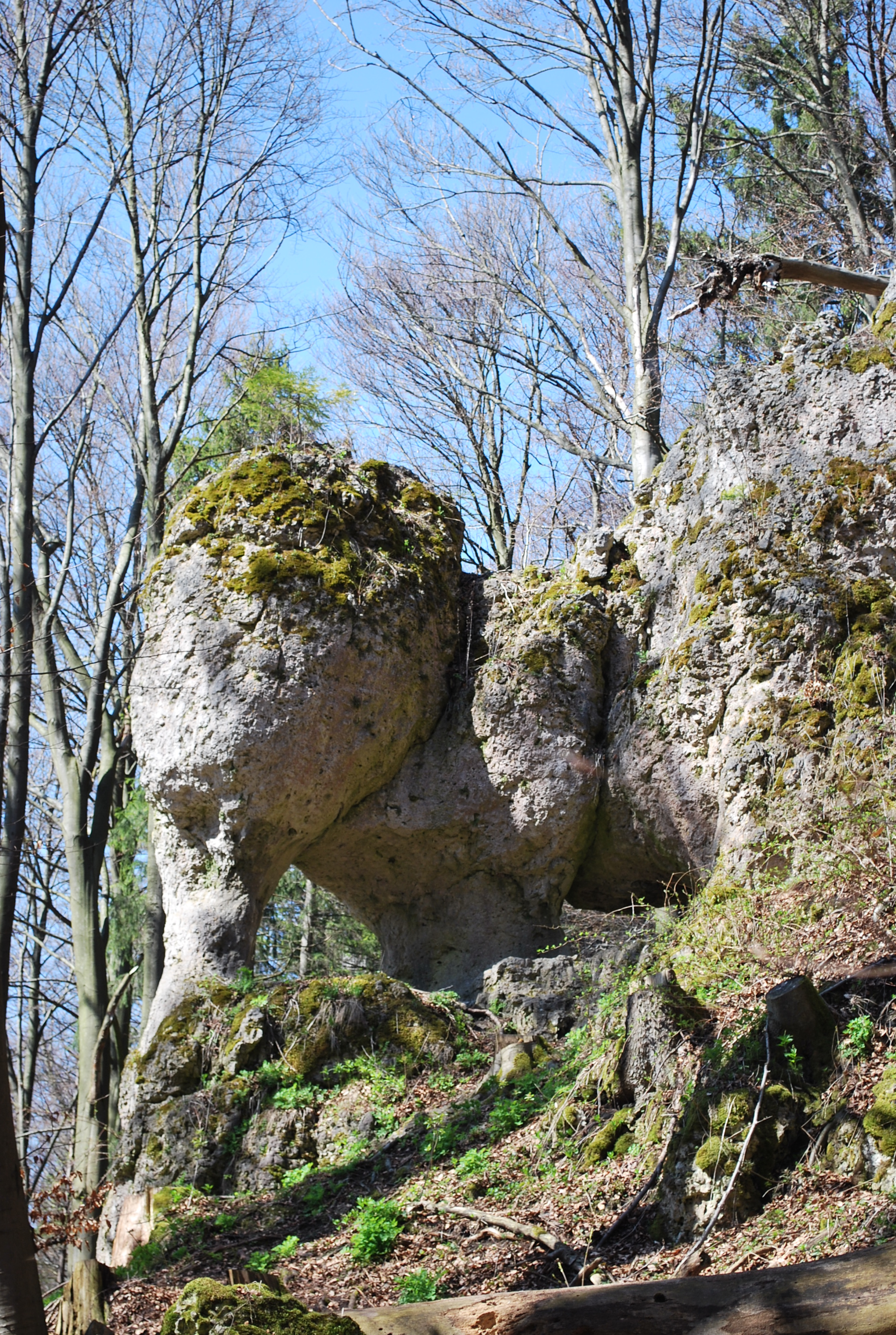